# Cmentarz mariawicki w Wiśniewie
Cmentarz mariawicki w Wiśniewie – założony na początku XX wieku, cmentarz Kościoła Starokatolickiego Mariawitów położony w Wiśniewie, na terenie parafii mariawickiej w Wiśniewie.

## Historia
Gdy doszło do rozłamu z papiestwem w 1906, większość rodzin rzymskokatolickich opowiedziała się za mariawityzmem. W uroczystość św. Franciszka (4 października 1906) położono kamień węgielny pod nowy kościół mariawicki. Dokładnie rok później została poświęcona nowa świątynia. 4 października 1907 kapłan Leon Maria Andrzej Gołębiowski z Łodzi w obecności 15 kapłanów mariawickich poświęcił nowy kościół parafialny w Wiśniewie. W tym samym czasie przy kościele zorganizowano cmentarz wyznaniowy.